# Прыжки в воду на летних Олимпийских играх 1904 — прыжки на дальность
Соревнования по прыжкам в воду на дальность среди мужчин на летних Олимпийских играх 1904 прошли 5 сентября. Приняли участие пять спортсменов из одной страны.

## Призёры
| Золото          | Серебро         | Бронза         |
| Уильям Дики США | Эдгар Адамс США | Лео Гудвин США |

## Соревнование
| Место | Спортсмен             | Результат |
| ----- | --------------------- | --------- |
| 1     | Уильям Дики (USA)     | 19,05 м   |
| 2     | Эдгар Адамс (USA)     | 17,52 м   |
| 3     | Лео Гудвин (USA)      | 17,37 м   |
| 4     | Ньюман Сэмюэльс (USA) | 16,76 м   |
| 5     | Чарльз Пьюра (USA)    | 14,02 м   |